# Standby High-Readiness Brigade
Die Standby High-Readiness Brigade (SHIRBRIG) war eine auf eine von Dänemark ausgehende Initiative hin aufgestellte schnelle Eingreiftruppe, die für Friedenssicherungseinsätze der Vereinten Nationen gedacht war.
Sie entstand hauptsächlich als Folge des Völkermords in Ruanda und anderer Gräueltaten.
Am 1. Januar 2000 wurde sie für einsatzbereit erklärt und nahm bereits im November 2000 an einer ersten Mission am Horn von Afrika teil, wo sie den Kern der UN-Mission in Äthiopien und Eritrea (UNMEE) bildete.

## Geschichte
Auf eine Initiative Dänemarks gründeten sieben Staaten (neben Dänemark die Niederlande, Kanada, Norwegen, Österreich, Polen und Schweden) am 15. Dezember 1996 die Standby High-Readiness Brigade (SHIRBRIG). Mit diesem Verband sollten auch kleine und mittelgroße Länder Erfahrung in friedenserhaltenden Einsätzen sammeln und militärische Ressourcen zur Verfügung stellen können. Weiterhin sollte eine Einheit geschaffen werden, die kurzfristig (innerhalb von 15 bis 30 Tagen) verfügbar – "First In, First Out" – in Brigadestärke für Einsätze unter dem Schirm der Vereinten Nationen bereitsteht. Dabei war für die Einheit eine maximale Einsatzdauer von sechs Monaten vorgesehen und damit genug Zeit, damit die UNO selbst nach Spezialisten für einen weiterführenden Einsatz suchen konnte.
Anfang des Jahres 2000 meldete SHIRBRIG an die Vereinten Nationen ihre Einsatzbereitschaft.
Beim 33. SHIRBRIG-Lenkungsausschusstreffen im November 2008 wurde vereinbart, die operationellen Aktivitäten der SHIRBRIG mit 31. Dezember 2008 und die operativen Aktivitäten des Planungselementes mit 30. Juni 2009 zu beenden.
Die wesentlichen Gründe für die Auflösung der SHIRBRIG war die Verlagerung des Engagements der europäischen Mitglieder in Einsätze, die von der Europäischen Union (EUFOR) bzw. der NATO (u. a. IFOR, KFOR und später ISAF) geführt wurden. Bei den betroffenen Staaten war immer weniger Wille und Kapazität vorhanden, Einsätze der SHIRBRIG mit ausreichend großen Truppenkontingenten zu unterstützen.

## Organisation
Der Verband bestand aus
- einem Lenkungsausschuss (der jeweils unter der Präsidentschaft eines der Mitglieder stand),
- der Kontaktgruppe,
- dem Planungselement (unter Führung des Stabschefs),
- einem multinationalen Truppen-Pool in Brigadestärke (welche durch den Kommandeur geführt wurde)

### Präsidentschaft
- 2003  Kanada
- 2004  Österreich
- 2005  Rumänien
- 2006  Spanien
- 2007  Italien
- 2008  Österreich

### Kommandeure
- 1997–1999: Brigadegeneral F. Særmark-Thomsen ( Dänemark)
- 1999–2001: Brigadegeneral P. C. Cammaert ( Niederlande)
- 2001–2003: Brigadegeneral S. Edholm ( Schweden)
- 2003–2006: Brigadegeneral G. Mitchell ( Kanada)
- 2006–2008: Brigadegeneral F. Kochanowski ( Polen)
- 2008–2009: Brigadegeneral T. Aa. Lund ( Dänemark)
- 2009–2010: Generalmajor K. Mosgaard ( Dänemark)[3]

### Stabschefs
- 1997–1999: Oberst J. E. Jacobsson ( Schweden)
- 1999–2001: Oberst R. R. Romses ( Kanada)
- 2001–2003: Oberst P. A. Frederiksen ( Dänemark)
- 2003–2005: Oberst A. S. Lund ( Norwegen)
- 2005–2006: Oberst W. van Dullemen ( Niederlande)
- 2006–2007: Oberstleutnant J. J. J. Bolders ( Niederlande)
- 2007–2009: Oberst Christof Tatschl ( Österreich)[4]

## Teilnehmer
Die 14 Mitgliedstaaten von SHIRBRIG waren schließlich: Dänemark, Finnland, Irland, Italien, Kanada, Litauen, Norwegen, die Niederlande, Österreich, Polen, Rumänien, Slowenien, Spanien und Schweden.
Weiterhin waren Argentinien (ruhenden Mitgliedschaft), sowie Ägypten, Chile, Jordanien, Kroatien, Lettland, Portugal und Senegal (Beobachterstatus) beteiligt und stellten teilweise Personal für Übungen ab.

## Einsätze

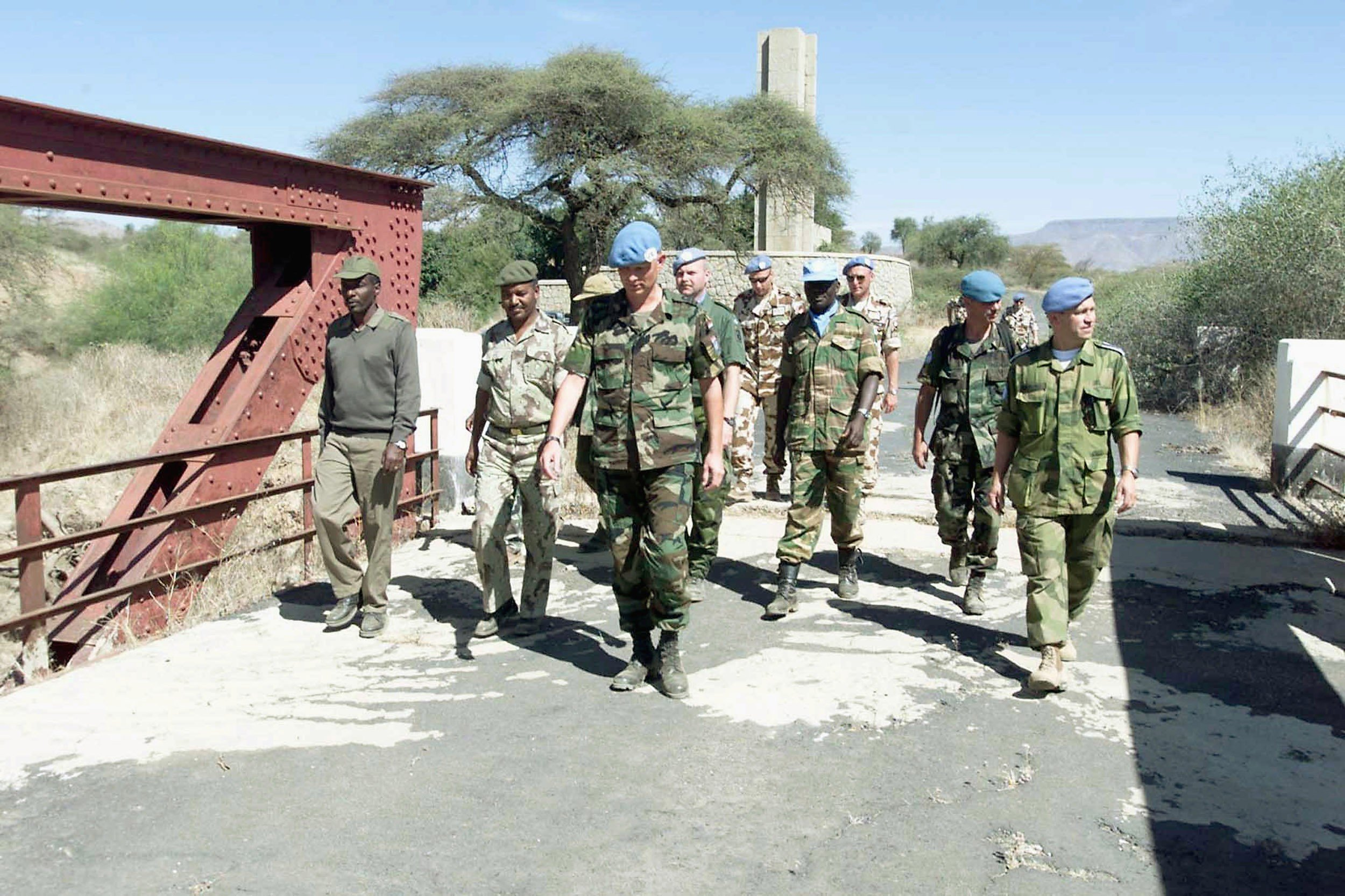
Niederländische Soldaten der SHIRBRIG bei der Mission der Vereinten Nationen in Äthiopien und Eritrea (UNMEE)

- Juni 2000 bis November 2001[2] Mission der Vereinten Nationen in Äthiopien und Eritrea (UNMEE)[1]
- Februar und März 2003[2] Opération des Nations Unies en Côte d’Ivoire (UNOCI)[1]
- September bis November 2003[2] United Nations Mission in Liberia (UNMIL)[1]
- Juli 2004 bis Februar 2005 Vorausmission der Vereinten Nationen in Sudan (UNAMIS)[2]
- United Nations Mission in Sudan (UNMIS)[1][2]
- 2008 bis zum Frühjahr 2009 stellte SHIRBRIG einen Verbindungsoffizier zur Koordinierung zwischen den Vereinten Nationen und der Europäischen Union für deren Missionen in Tschad und der Zentralafrikanischen Republik[2]